# اوندر
اَوَنْدَر مرکز دهستان تکاب و یکی از روستاهای بخش بررود از توابع شهرستان کوهسرخ در استان خراسان رضوی است. براساس سرشماری سال ۱۳۹۵ جمعیت آن ۹۹۶ نفر (۳۲۶ خانوار) است.

## آثار تاریخی
| ردیف | نام اثر           | نگاره | دیرینگی          | موقعیت | شماره ثبت ملی | تاریخ ثبت     | منبع  |
| ---- | ----------------- | ----- | ---------------- | --- | ------------- | ------------- | ----- |
| ۱    | مزار پشت پنجه پسر |       | سده ۱۲ - ۱۳ قمری | ۱۵ کیلومتری شمال‌شرقی روستای اوندر (روستای متروکهٔ پشت پنجه) ۳۵°۳۹′۱۱″ شمالی ۵۸°۲۵′۱۹″ شرقی / ۳۵٫۶۵۳۰۶°شمالی ۵۸٫۴۲۱۹۴°شرقی | ۱۳۱۸۱         | ۲۲ مرداد ۱۳۸۴ | [ ۲ ] |
| ۲    | مزار پشت پنجه پدر |       | اواخر دوره صفوی  | ۱۵ کیلومتری شمال‌شرقی اوندر (روستای متروکهٔ پشت پنجه) ۳۵°۳۹′۱۵٫۴″ شمالی ۵۸°۲۵′۲۰٫۷″ شرقی / ۳۵٫۶۵۴۲۷۸°شمالی ۵۸٫۴۲۲۴۱۷°شرقی  | ۱۳۱۸۴         | ۲۲ مرداد ۱۳۸۴ | [ ۳ ] |